# Brigata Belfast
La Brigata Belfast (Belfast Brigade) è stata la brigata più importante e numerosa dell'IRA durante i Troubles, la guerra a bassa intensità che si è svolta nell'Irlanda del Nord (con effetti anche in Inghilterra e in Irlanda) tra il 1969 e il 1998.

## Origini
Dopo il fallimento dell'agosto 1969, quando l'IRA non era stata in grado di difendere i quartieri cattolici di Belfast dall'assalto di estremisti protestanti spalleggiati dai B-Specials, un corpo ausiliario di polizia composto esclusivamente da protestanti, un nucleo di militanti tradizionalisti, scontenti della direzione che aveva preso il movimento, decise di affrontare Billy McMillen e Jim Sullivan, rispettivamente OC (Officer Commanding, comandante) e Adjutant (secondo in comando) della Brigata Belfast. In un incontro piuttosto teso (in cui alcuni dei partecipanti erano armati) si decise che la Brigata Belfast si sarebbe posta in una situazione di autonomia dal resto dell'organizzazione, in attesa di capire che direzione avrebbe preso il movimento, scosso da violente discussioni.
Quando, a cavallo tra il 1969 e il 1970, il movimento repubblicano si divise, dando origine alla Provisional IRA e al Provisional Sinn Fein, la maggioranza dei militanti di Belfast confluì nella nuova organizzazione creando la Brigata Belfast della Provisional IRA.

## Struttura
La Brigata Belfast (come le altre brigate dell'IRA) è comandata da un OC, coadiuvato da uno Stato Maggiore (Brigade Staff) composto da un vice (adjutant), da un Operations Officer (ufficiale alle operazioni, OO nel gergo dell'IRA), da un Quartermaster (quartiermastro, responsabile dei rifornimenti e dei depositi di armi e materiale vario), da un Explosives Officer (addetto agli esplosivi) e un Intelligence Officer (responsabile dell'intelligence).
Al di sotto dello Stato Maggiore la Brigata Belfast si divide in tre battaglioni, ognuno dei quali ha un proprio Stato Maggiore (Battalion Staff), che coprono le diverse zone della città:
- Primo Battaglione: copre le zone di Andersonstown, Lenadoon, Turf Lodge e Upper Falls Road.
- Secondo Battaglione: copre le zone di Ballymurphy, Clonard, Beechmount, Saint James e Lower Falls.
- Terzo Battaglione: copre le zone di Ardoyne, New Lodge, Short Strand, Markets e Lower Ormeau.

Nei primi anni del conflitto al di sotto dei battaglioni l'organizzazione era ulteriormente divisa in compagnie (particolarmente nota era la D Company, Compagnia D, che operava nella zona di Lower Falls, una delle roccaforti dell'IRA).
Nel 1977, in seguito alla riorganizzazione voluta da Gerry Adams, Martin McGuinness, Ivor Bell e Brian Keenan, le compagnie sparirono e vennero sostituite dalle ASU (Active Service Unit, unità in servizio attivo), cellule di 4/6 membri, introdotte per migliorare la sicurezza e rendere più difficile la penetrazione dei servizi di sicurezza nell'organizzazione e per minimizzare i danni causati da eventuali informatori.

## Storia
Il primo comandante della Brigata Belfast fu Billy McKee, veterano dell'organizzazione, e tra i capi c'erano anche altri militanti di lunga data come Joe Cahill, Jimmy Steele, Séamus Twomey, Liam Hannaway (zio di Gerry Adams), John Kelly e Proinsias MacAirt.
All'inizio la preoccupazione principale era la difesa delle aree cattoliche, e l'IRA in questo campo si riscattò quando il 27 giugno 1970, un gruppo di militanti guidati dallo stesso McKee (che rimase gravemente ferito) respinse l'assalto di estremisti protestanti alla chiesa di Saint Matthew, a Short Strand, piccola enclave cattolica a Belfast Est.
Nei giorni seguenti si verificò un evento che contribuì a radicalizzare la comunità cattolica contro l'esercito britannico, fornendo all'IRA nuove reclute e l'occasione di passare all'offensiva: il 3 luglio l'esercito, alla ricerca di armi, proclamò un coprifuoco di 40 ore e, dopo aver annunciato che chi fosse uscito di casa sarebbe potuto essere ucciso, cominciò una ricerca casa per casa nella zona di Lower Falls, ricerca nel corso della quale il comportamento dei soldati causò un profondo risentimento nella comunità cattolica di Belfast, fino ad allora abbastanza ben disposta verso i soldati.
Nei primi mesi del 1971 si ebbe il primo soldato britannico ucciso, e cominciò un'offensiva dell'IRA che ingaggiava giornalmente l'esercito britannico in conflitti a fuoco per le strade di Belfast, oltre a piazzare bombe contro "obiettivi economici" (alberghi, negozi, pub). La situazione era aggravata anche dall'azione dei paramilitari protestanti dell'UVF e dell'UDA che rispondevano alle azioni dell'IRA con rappresaglie dirette quasi esclusivamente contro cittadini cattolici innocenti.
Il 21 luglio 1972, in quello che sarà ricordato come Bloody Friday, tutti e tre i battaglioni della brigata parteciparono a una gigantesca operazione che portò all'esplosione di 22 autobombe nel centro di Belfast in poco più di un'ora. L'operazione, pensata per dimostrare la capacità dell'IRA, voleva anche evitare vittime civili ma l'IRA sovrastimò la capacità dei servizi di soccorso e delle forze dell'ordine di rispondere a così tanti allarmi-bomba in così poco tempo e alla fine ci furono 9 morti e centinaia di feriti e tutta Belfast fu attanagliata dal terrore. A livello di propaganda fu un disastro per l'IRA che diede occasione all'esercito britannico di attuare l'Operazione Motorman, con lo scopo di rimuovere le barricate che proteggevano l'accesso ai ghetti cattolici roccaforti dell'IRA e a stabilire la presenza dell'esercito in quelle zone.

Dopo la tregua del 1974/75, durante la quale l'UVF e l'UDA (con il nome di UFF, Ulster Freedom Fighters) aumentarono i loro attacchi contro cittadini cattolici a caso (particolarmente nota un'unità dell'UVF guidata da Lenny Murphy che passò alla storia come Shankill Butchers, i "macellai di Shankill", per i metodi brutali che usava per torturare prima e uccidere poi le proprie vittime), la vecchia dirigenza dell'IRA lasciò il posto a elementi più giovani (Adams, McGuinness, Bell, Keenan e altri) che, oltre a introdurre le cellule, teorizzarono la necessità di una "guerra di lunga durata" in cui la lotta armata avrebbe dovuto essere accompagnata da un'efficace strategia politica. Questa strategia venne definita da Danny Morrison, dirigente repubblicano molto vicino a Gerry Adams, "the Armalite and ballot box strategy" (strategia dell'urna e dell'Armalite, a indicare come la lotta militare e quella politica dovessero proseguire di pari passo). 

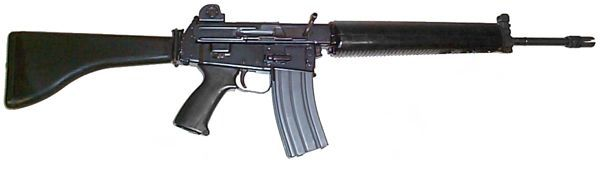
Un fucile semiautomatico Armalite, arma preferita dell'IRA negli anni '70

All'inizio degli anni ottanta, dopo gli scioperi della fame guidati rispettivamente da Brendan "Dark" Hughes, membro del Secondo Battaglione e già comandante della brigata, e da Bobby Sands, membro del Primo Battaglione, la Brigata Belfast fu colpita duramente dal fenomeno dei cosiddetti "supergrasses" (vagamente traducibile in italiano come pentiti), membri dell'IRA che in cambio di sconti di pena o dell'immunità, denunciavano i propri compagni con dichiarazioni che poi, in tribunale, in molti casi costituivano l'unica prova a carico degli imputati. Anche se in seguito molte di queste accuse non superarono il vaglio giudiziario, centinaia di paramilitari erano stati tenuti lontano dalle strade per lunghi periodi di carcerazione preventiva. L'effetto più importante fu però che, soprattutto nella Brigata Belfast, più colpita di altre dal fenomeno, si sviluppò una vera e propria "paranoia dell'informatore" che, insieme alla maggiore attenzione per le fortune elettorali del Sinn Fein (che potevano essere compromesse da operazioni troppo cruente), fece sì che la Brigata Belfast (negli anni settanta indubbiamente la più attiva dell'organizzazione) dalla metà degli anni ottanta in poi ridusse sempre più il numero delle operazioni.
Il 6 marzo 1988 tre membri della Brigata Belfast (Mairéad Farrell, Danny McCann e Séan Savage) vengono uccisi, disarmati, da uomini del SAS nelle strade di Gibilterra, dove stavano pianificando un attentato contro il locale reggimento britannico. A Belfast si registrarono gli scontri di guerriglia urbana più intensi dal periodo dello sciopero della fame del 1981 e dieci giorni dopo, durante i funerali dei tre nel cimitero di Milltown, Michael Stone, militante dell'UFF, davanti ai media di tutto il mondo attaccò i partecipanti a colpi di pistola e con granate, prima di essere bloccato da una folla inferocita e in seguito salvato dal linciaggio dall'arrivo della RUC. Stone aveva ucciso tre uomini, uno dei quali membro dell'IRA. Durante il funerale di quest'ultimo, tre giorni dopo, due soldati britannici in borghese vengono inspiegabilmente a trovarsi con l'auto in mezzo al corteo funebre. La folla, temendo una replica dell'attacco di Stone, blocca la macchina e immobilizza i due che poi vengono presi in consegna da alcuni uomini dell'IRA che, dopo averli interrogati e picchiati, li uccidono.

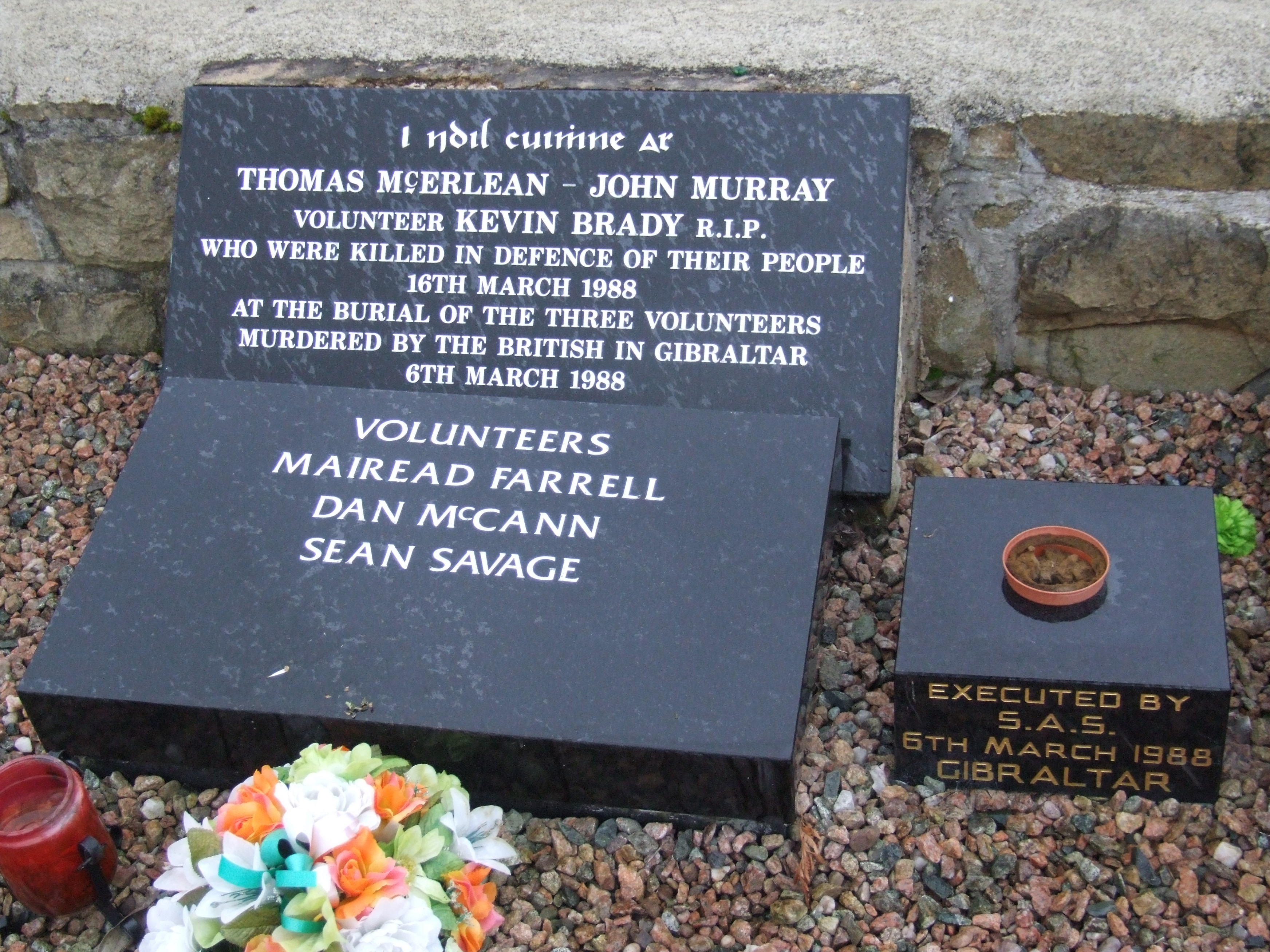
La tomba dei tre membri dell'IRA uccisi a Gibilterra con una targa che ricorda le vittime dell'attacco di Michael Stone

A Belfast la fine degli anni'80 e i primi anni novanta sono caratterizzati da un'aumentata ferocia e capacità operativa dei paramilitari lealisti (soprattutto dell'UFF), in parte dovuta alla collusione tra l'UVF, l'UFF e alcuni elementi della RUC o dell'esercito britannico (soprattutto tra i ranghi dell'Ulster Defence Regiment, UDR, reggimento reclutato localmente e composto quasi esclusivamente da protestanti), alle quali l'IRA cercherà di rispondere con azioni contro noti membri dei gruppi paramilitari (tra i paramiltari protestanti più importanti uccisi dall'IRA ci furono John Bingham, comandante dell'UVF a Ballysillan, North Belfast, e soprattutto John McMichael, massimo stratega dell'UDA/UFF oltre che comandante della South Belfast Brigade), non sempre andate a buon fine. Proprio l'ansia di rispondere agli attacchi contro i cattolici porteranno la Belfast IRA a commettere una delle peggiori atrocità della sua storia: il 23 ottobre 1993, nel tentativo di assassinare il vertice della West Belfast Brigade dell'UDA/UFF, considerato mandante di molti degli omicidi settari del periodo, due membri dell'IRA di Ardoyne, Thomas Begley e Séan Kelly, entrarono in una pescheria sulla Shankill Road (l'arteria su cui si affacciano i quartieri della working class lealista e protestante) e, tenendo sotto il tiro delle armi il proprietario e i clienti, tentarono di piazzare una bomba che avrebbe dovuto distruggere l'edificio, al secondo piano del quale l'IRA riteneva (erroneamente, si è appurato in seguito) si stesse riunendo il vertice dell'UFF. Improvvisamente la bomba esplose prematuramente, causando la morte di 9 civili e di uno dei due membri dell'IRA e provocando, nei giorni seguenti, numerose rappresaglie protestanti che fecero precipitare la provincia in uno dei periodi più bui della sua tormentata storia.
Nel luglio 1994 la Brigata Belfast decise di saldare alcuni vecchi conti prima dell'imminente cessate-il-fuoco uccidendo prima Ray Smallwoods (che aveva scontato una condanna per il tentato omicidio di Bernadette Devlin e suo marito Michael nel 1981), considerato uno degli strateghi "politico-militari" dell'UDA/UFF, e poi Raymond Elder e Joe "Chinky" Bratty, membri importanti dell'UFF (Bratty era ritenuto comandante dell'UFF nella zona Ormeau/Annadale/Ballynafeigh e mandante dell'attacco in un bookmaker di Lower Ormeau Road che nel 1992 era costato la vita a cinque cattolici).
Il 31 agosto 1994, con l'annuncio dell'IRA della "completa cessazione di tutte le operazioni militari" cominciò il difficile percorso della provincia verso la pace che portò, nel 1998, alla firma del Belfast Agreement. Anche se gli anni seguenti hanno visto alcuni momenti di tensione, il processo di pace non si è interrotto e, nel luglio 2005, è stato un membro della Brigata Belfast (Séanna Walsh, di Short Strand, già comandante dei detenuti dell'IRA nel carcere di Long Kesh e amico e compagno di cella di Bobby Sands) a leggere, per la prima volta nella storia dell'organizzazione a volto scoperto, la dichiarazione con cui l'IRA dichiarava conclusa la lotta armata aggiungendo che avrebbe usato metodi esclusivamente pacifici per arrivare al proprio obiettivo, l'unità d'Irlanda.

## Comandanti
Dopo Billy McKee, tra i comandanti noti della Brigata Belfast ci sono stati Joe Cahill, Séamus Twomey, Gerry Adams, Ivor Bell, Brendan Hughes, Harry Burns e Brian Gillen, che era il comandante della brigata al tempo del cessate-il-fuoco del 1994.

## Caduti
Secondo il Roll of Honour repubblicano, la Brigata Belfast è la brigata che, durante il conflitto, ha perso più membri di tutte le altre, per l'esattezza 147 membri così divisi:
- 24 del Primo Battaglione.
- 44 del Secondo Battaglione.
- 44 del Terzo Battaglione.
- 7 del Cumann na mBan, l'organizzazione femminile dell'IRA attiva fino ai primi anni settanta (in seguito le donne poterono entrare nell'IRA come i maschi).
- 18 del Fianna Éireann, il movimento giovanile dell'IRA, i cui membri venivano usati principalmente per il trasporto di armi o come vedette.
- 2 in operazioni in Inghilterra.
- 5 che erano distaccati presso il Quartier Generale (GHQ Staff).
- 3 durante lo sciopero della fame nel carcere di Long Kesh.

Bisogna anche dire che queste cifre non sono precise, perché negli ultimi anni è stata rivelata l'appartenenza all'IRA di alcune vittime dei Troubles che erano state fino ad ora considerate come vittime "civili". Questi però sono i nomi che compaiono sul Republican Roll Of Honour:
Primo Battaglione (First Battalion)
Vol. Tony Henderson
Vol. Terence McDermott
Vol. Martin Forsythe
Vol. Tony Jordan
Vol. John Finucane
Vol. Francis Hall
Vol. Daniel Burke
Vol. Gerard Fennell
Vol. John Rooney
Vol. Séan McDermott
Vol. Thomas Kane
Vol. Danny Lennon
Vol. Brendan O'Callaghan
Vol. Dan Turley
Vol. Tom McGill
Vol. Jim McKernan
Vol. Margaret McArdle
Vol. Kevin McCracken
Vol. Caoimhin Mac Brádaigh (Kevin Brady)
Vol. Patricia Black
Vol. Frankie Ryan
Vol. Pearse Jordan
Vol. John O'Rawe
Vol. Jimmy Roe
Secondo Battaglione (Second Battalion) 
Vol. Liam McParland
Vol. Jimmy Steele
Vol. Peter Blake
Vol. Tom McGoldrick
Vol. Charles Hughes
Vol. Séamus Simpson
Vol. Danny O'Neill
Vol. Albert Kavanagh
Vol. Gerard Crossan
Vol. Tony Lewis
Vol. Séan Johnston
Vol. Tom McCann
Vol. Patrick Campbell
Vol. Robert McCrudden
Vol. Michael Clarke
Vol. Jimmy Quigley
Vol. Daniel McAreavey
Vol. Patrick Pendleton (a.k.a. Patrick Maguire)
Vol. John Donaghy
Vol. Joseph McKinney
Vol. Stan Carberry
Vol. Francis Liggett
Vol. Edward O'Rawe
Vol. Joseph McKenna
Vol. Patrick Mulvenna
Vol. James Bryson
Vol. Martin Skillen
Vol. John Kelly
Vol. John Stone
Vol. Paul Fox
Vol. Séan Bailey
Vol. James McGrillen
Vol. Paul Marlowe
Vol. Tommy Tolan
Vol. Billy Carson
Vol. Kevin Delaney
Vol. Terence O'Neill
Vol. Liam Hannaway
Vol. James Burns
Vol. Tony Campbell
Vol. Brian Dempsey
Vol. Finbarr McKenna
Vol. Proinsias Mac Airt (Frank Card)
Vol. Harry Burns
Terzo Battaglione (Third Battalion)
Vol. Michael Kane
Vol. James Saunders
Vol. Billy Reid
Vol. Patrick McAdorey
Vol. Tony Nolan
Vol. Gerard McDade
Vol. Joseph Cunningham
Vol. Gerard Bell
Vol. Gerard Steele
Vol. Robert Dorrian
Vol. Joseph Magee
Vol. Samuel Hughes
Vol. Charles McCrystal
Vol. John McErlean
Vol. Edward McDonnell
Vol. Jackie McIlhone
Vol. Joseph Fitzsimmons
Vol. Martin Engelen
Vol. Louis Scullion
Vol. James Reid
Vol. Joseph Downey
Vol. Séamus Cassidy
Vol. James Sloan
Vol. Tony Campbell
Vol. James McCann
Vol. Patrick McCabe
Vol. Brian Smyth
Vol. Séan McKee
Vol. Frederick Leonard
Vol. Séamus McCusker
Vol. Martin McDonagh
Vol. Frank Fitzsimmons
Vol. Joseph Surgenor
Vol. Trevor McKibbin
Vol. Jackie McMahon
Vol. Jackie Mailey
Vol. Denis Brown
Vol. Jim Mulvenna
Vol. Laurence Montgomery
Vol. Frankie Donnelly
Vol. Martin McKenna
Vol. Laurence Marley
Vol. Brendan Davison
Vol. Thomas Begley

Cumann na mBan
Vol. Dorothy Maguire
Vol. Maura Meehan
Vol. Anne Parker
Vol. Anne Marie Pettigrew
Vol. Bridie Dolan
Vol. Laura Crawford
Vol. Rosemary Bleakley
Fianna Éireann
Fian Gerald McAuley
Fian Michael Sloan
Fian Eamonn McCormick
Fian David McAuley
Fian Séan O'Riordan
Fian Michael Magee
Fian Joseph Campbell
Fian John Dougal
Fian Joseph McComiskey
Fian Bernard Fox
Fian Séan Hughes
Fian Michael Marley
Fian Robert Allsopp
Fian James Templeton
Fian Kevin McAuley
Fian James O'Neill
Fian Paul McWilliams
Fian John Dempsey
England
Vol. James McDade
Vol. Brian Fox

GHQ Staff
Vol. Thomas O'Donnell
Vol. Mairéad Farrell
Vol. Dan McCann
Vol. Séan Savage
Vol. Séamus Twomey
H-Blocks Martyrs
Vol. Bobby Sands
Vol. Joe McDonnell
Vol. Kieran Doherty
La dicitura Vol. prima del nome sta a significare Volunteer (Volontario), che a volte è sostituito da Oglach (Volontario in gaelico), mentre Fian in gaelico è il singolare di Fianna (guerrieri o soldati in italiano).